# Stor ängssyra
Stor ängssyra (Rumex thyrsiflorus) är en växtart i familjen slideväxter. 